# مريم نعوم
مريم نعوم (مواليد 8 مايو 1977) هي كاتبة سيناريو ومؤلفة مصرية. تميز الكثير من أعمالها بالطابع النسائي واعتبرها البعض نصيرة المرأة في الدراما المصرية. وطالما أثارت الجدل حول أعمالها التي تمس قضايا شائكة مثل طلاق المسيحيات في فيلم واحد صفر وصولاً إلى قضية الإدمان في مسلسل تحت السيطرة. مريم نعوم .مولودة بأمريكا ودرست الاقتصاد بفرنسا..وفازت على السينما «واحد صفر» اختارها عدد كبير من الفنانين والنقاد كأفضل كاتبة سيناريو في رمضان 2013 عن مسلسليها «بنت اسمها ذات» و«موجة حارة»

## حياتها
هي ابنة الروائي نبيل نعوم ومصممة الحلي الشهيرة سوزان المصري، تركت دراسة الاقتصاد في فرنسا لتعود إلى مصر لتدرس السيناريو في معهد السينما، عملت بعد تخرجها في مجال الدعاية الاعلانية، قبل أن تعود مرة أخرى لتتجه إلى كتابة السيناريو، وأشهر أعمالها (ذات، سجن النسا، تحت السيطرة، سقوط حر).انتهى زواجها من المخرج تامر محسن عام 2011 وهو والد ابنها مروان ذا التسع سنوات.

## أعمالها
قدمت مريم نعوم العديد من الأعمال السينمائية والدرامية.و اعتمدت في العديد من أعمالها على المعالجة الدرامية للنصوص لأدبية مرددة أن «التيمة ليست حكراً على أحد ويمكن استغلالها».
و أعلنت مريم نعوم في 2015 عن تدشين ورشة سرد للكتابة الدرامية. تقوم فيها بالكتابة منفردةً في بعض المشروعات وتشارك في بعضها الآخر نخبة من مؤلفى الدراما المصرية.

### * فيلم واحد صفر
هو أول أعمالها وأول تعاون لها مع المخرجة كاملة أبو ذكرى.صنف هذا الفيلم أحد أفضل أفلام السينما المصرية خلال العشر سنوات الماضية. تم عرضه في 2009 وحصد العديد من الجوائز الإقليمية والدولية وحصلت الكاتبة على سبع جوائز عن ذلك السيناريو.من أهم الجوائز الدولية والإقليمية التي حصدها الفيلم هذا العام جوائز مهرجان دبى أفضل سيناريو لمريم ناعوم وأفضل تصوير لمدير التصوير نانسى عبد الفتاح، وجوائز أحسن إخراج واعد لكاملة أبو ذكرى، وأحسن سيناريو من مهرجان السينما المستقلة ببروكسل وجائزة أفضل فيلم المصرى «واحد صفر»، وفي المهرجان الدولى للسينما المستقلة في بلجيكا حصد جائزة السيناريو لمريم ناعوم، وكذلك جائزة إميل كانتيو وهي جائزة من أجل سينما الغد. من المهرجانات المصرية جوائز المهرجان القومى للسينما لأفضل فيلم ومؤلف وإخراج وممثلة صاعدة لنيللى كريم، وجوائز جمعية الفيلم لأفضل فيلم مونتاج وإخراج وسيناريو وممثل دور ثانى للفنان لطفى لبيب، وجوائز مهرجان «أوسكار ART» جوائز أفضل فيلم وأفضل ممثلة للنجمة إلهام شاهين.

### * مسلسلذات
عرض في رمضان 2013 وهو مأخوذ عن رواية «بنت اسمها ذات» للكاتب صنع الله إبراهيم.قامت ببطولته الفنانة نيللى كريم والفنان باسم سمرة وأخرجته كاملة أبو ذكرى وخيري بشارة.

### * مسلسلموجة حارة
عرض في رمضان 2013 وهو مأخوذ عن رواية«منخفض الهند الموسمى» للكاتب أسامة أنور عكاشة. قام بالبطولة الفنان إياد نصار والفنانة رانيا يوسف وأخرجه محمد ياسين.

### * مسلسل بالشمع الأحمر
عرض في رمضان 2010. قامت ببطولته الفنانة يسرا وأخرجه سمير سيف.

### * مسلسل سجن النسا
عرض في رمضان 2014 وهو مأخوذ عن مسرحية سجن النسا للكاتبة فتحية العسال.و شاركها في تأليفه هالة الزغندي وقامت ببطولته الفنانة نيللى كريم وأخرجته كاملة أبو ذكرى.

### * مسلسل تحت السيطرة
عرض في رمضان 2015 وشاركها في تأليفه تامر محسن الذي قام بإخراجه.
حصل المسلسل على جوائز المهرجان الأول لتكريم الأعمال الدرامية المناهضة لمشكلتى التدخين والمخدرات الذي يقيمه صندوق مكافحة وعلاج الإدمان والتعاطى بالتعاون مع المركز الكاثوليكى المصرى برئاسة الأب بطرس دانيال.
و قد كرم المجلس القومى لحقوق الإنسان صناع مسلسل تحت السيطرة، وهم الفنانة نيللي كريم، المنتج جمال العدل، المخرج تامر محسن، الكاتبة مريم نعوم، الفنان أحمد وفيق، والفنانة رانيا شاهين، كما كرم أيضا الفنانين ظافر العابدين، جميلة عوض، ماجد الكدواني، هاني عادل، ومحمد فراج.

### * مسلسلسقوط حر
عرض في رمضان 2016 وشاركها في المعاجة الدرامية وكتابة السيناريو وائل حمدى. قامت ببطولته الفنانة نيللى كريم والفنان أحمد وفيق وقام بإخراجه شوقى الماجرى.

## جوائز
حصلت قبل تخرجها على جائزة من المعهد القومى للسينما لكتابتها سيناريو أحد أعمال الكاتب الراحل د.يوسف إدريس.

أما عن فيلم «واحد صفر» فقد حصلت مريم نعوم عن سبع جوائز منها:
1. جائزة مهرجان دبى أفضل سيناريو لمريم ناعوم.
2. جائزة أحسن سيناريو من مهرجان السينما المستقلة ببروكسل.
3. جائزة السيناريو من المهرجان الدولى للسينما المستقلة في بلجيكا.
4. جائزة أفضل مؤلف من المهرجان القومى للسينما.
5. جائزة أفضل فيلم من جمعية الفيلم.

كما حصلت على جائزة التأليف عن مسلسل «موجة حارة» من مهرجان الفضائيات العربية.